# Стшижевице (гмина)
Стшижевице (пол. Strzyżewice) — сельская гмина (волость) в Польше, входит как административная единица в Люблинский повет, Люблинское воеводство. Население — 7525 человек (на 2004 год).

## Сельские округа
1. Борковизна
2. Быстшица-Нова
3. Быстшица-Стара
4. Дембина
5. Дембщызна
6. Францишкув
7. Ижыце
8. Каетанувка
9. Келчевице-Дольне
10. Келчевице-Гурне
11. Келчевице-Марыйске
12. Келчевице-Первше
13. Колёня-Келчевице-Дольне
14. Осмолице
15. Осмолице
16. Павлув
17. Павлувек
18. Пётровице
19. Полянувка
20. Пщеля-Воля
21. Стшижевице
22. Жабя-Воля

## Прочие поселения
1. Кандыдаци
2. Конты
3. Колёня-Дембщызна
4. Колёня-Павлувек
5. Немецка-Весь
6. Огродники
7. Пётровице-Колёня
8. Почисле
9. Подбыстшица
10. Подлесе
11. Рехта
12. Рехтувек
13. Ренкасувка
14. Саганувка
15. Стара-Весь
16. Стары-Павлувек
17. Стасин
18. Тушув
19. Виднювка
20. Загроды
21. Запоток

## Соседние гмины
1. Гмина Быхава
2. Гмина Глуск
3. Гмина Яблонна
4. Гмина Неджвица-Дужа
5. Гмина Вильколаз
6. Гмина Закшувек